# 巨石阵自由节

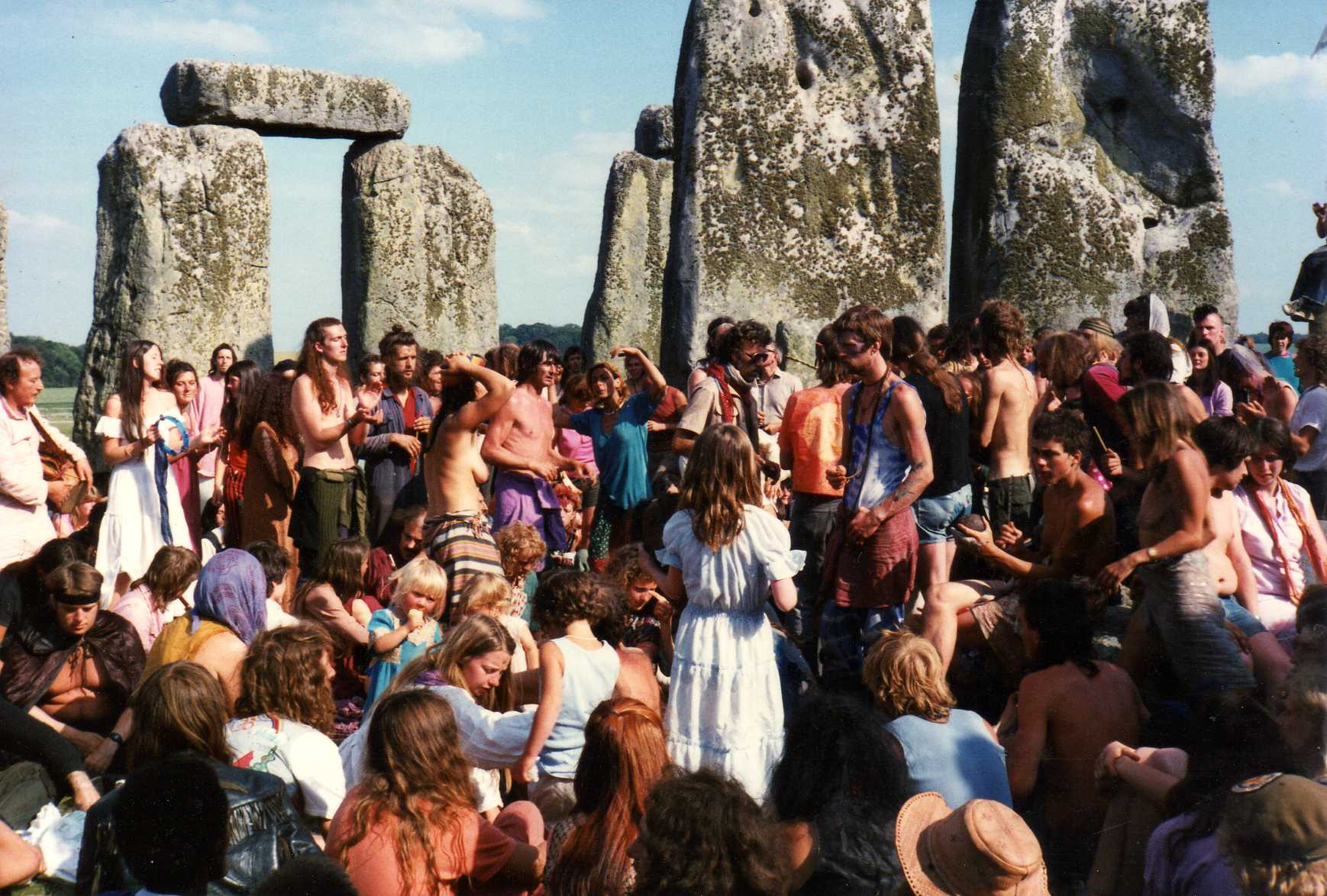
1984年自由节时的舞蹈场面

巨石阵自由节是英国的一个自由节、仲夏节。举办年代从1972年开始至1984年。人们于6月21日左右在巨石阵处聚集狂欢以庆祝夏至的到来。节日聚集了包括对抗文化（counterculture）在内的各种文化。1985年该节日曾被禁止，如今则已恢复。